# Miquelets de Catalunya
Miquelets de Catalunya és una associació de reconstrucció històrica centrada en la Guerra de Successió Espanyola que recrea diverses unitats de l'Exèrcit de Catalunya (1713-1714), així com nombrosos personatges d'àmbit civil del període.
L'entitat va ser fundada a finals de 2005 a Manresa. Si bé el terme miquelet designa un tipus de tropa lleugera, inicialment l'associació recreava un regiment d'infanteria de línia, el de la Diputació del General, amb el qual va realitzar la primera actuació durant la Diada Nacional de Catalunya de 2007.
D'aleshores ençà, l'entitat ha participat en esdeveniments de reconstrucció històrica i de living history, com la batalla d'Almansa, les jornades de recreació històrica Girona resisteix!, la Festa dels Miquelets d'Olesa de Montserrat o la recreació del setge de Tortosa de 1708. També ha participat en diversos actes de commemoració, com els dels Fets de la Gleva a Sant Hipòlit de Voltregà, els de la batalla de Talamanca o els actes de commemoració de l'Onze de Setembre a Barcelona. L'associació també ha pres part en esdeveniments d'àmbit internacional, com la mostra multi-època Military Odyssey que se celebra anualment prop de Maidstone, a Anglaterra.
L'any 2014, coincidint amb el tricentenari del final de la Guerra de Successió, l'entitat va experimentar un notable creixement, fins a assolir prop de 130 socis, i va ser present en més de 200 actes de commemoració arreu de Catalunya.
Juntament amb d'altres associacions de recreació històrica del mateix període, també va col·laborar en el rodatge de la pel·lícula Barcelona 1714 d'Anna Maria Bofarull.
Actualment l'associació compta amb prop de 160 socis d'arreu de Catalunya que recreen, a més del regiment de la Diputació del general, dues unitats de miquelets o fusellers de muntanya (regiment Vilar i Ferrer i regiment Amill) i una unitat de cavalleria (regiment Sant Jordi), però també nombrosos personatges de naturalesa no militar (artesans, clergues, etc.).